# Karl Dönitz
Karl Dönitz (kiejtéseⓘ); (Berlin, 1891. szeptember 16. – Aumühle, Németország, 1980. december 24.) német főtengernagy, a második világháború idején a Német Haditengerészet főparancsnoka és Adolf Hitler öngyilkosságát követően 23 napig a Német Birodalom elnöke.
 Berlinben született, 1911-ben csatlakozott a császári haditengerészethez (Kaiserliche Marine). Az első világháború alatt kezdetben felszíni hajókon, később tengeralattjárókon szolgált. A háborút brit hadifogságban fejezte be. 1918 után is a haditengerészetnél (Reichsmarine, 1935-től Kriegsmarine) maradt. Annak ellenére, hogy soha nem volt a Nemzetiszocialista Német Munkáspárt tagja, gyors karriert futott be, elérve a főtengernagyi rangot (Großadmiral) a tengeralattjárók főparancsnokaként (Befehlshaber der Unterseeboote, B.d.U.) majd később a Német haditengerészet főparancsnokaként szolgált (Oberbefehlshaber der Kriegsmarine).
A tengeralattjáró-flotta az ő parancsnoksága alatt vívta meg a híres Atlanti csatát.

## Fiatalkora
Dönitz Berlin Grünau nevű városrészében született Emil Dönitz mérnök és Anna Beyer fiaként. Családja az államhoz lojális porosz burzsoáziához tartozott, apja a Zeiss Optikai Művek alkalmazásában állt. Alig négyéves korában veszítette el édesanyját. Ezután apja egyedül nevelte őt és bátyját Fredericket.

## A búvárhajó-háború
A "tengeralattjáró" kifejezés helyett a búvárhajót kell használnunk, hiszen a két világháborúban bevetett dízelelektromos hajtású "tengeralattjárók" csak búvárhajók voltak. A felszínen dízelmotor hajtotta ezeket, és ez egyidejűleg az akkumulátort is feltöltötte. A víz alatt a feltöltött akkumulátorok energiájával haladt a hajó, ami ezért a víz alatt csak korlátozott ideig maradhatott, és különösen nagyobb sebességgel csak rövid időt mehetett a víz alatt. Ennélfogva ha az ellenséges hajó felfedezte, nehéz volt elmenekülnie. 
Dönitz, a német búvárhajók parancsnoka Nagy-Britannia ellen 300 hajót követelt, azonban 57 búvárhajóval kezdte Németország a háborút, ebből 26-ot lehetett az Atlanti-óceánon bevetni. A gyártás fokozásáért sokat tettek a németek, Dönitz havi 30 új hajót kért, hogy havi 700 ezer tonna ellenséges hajóteret elsüllyeszthessen. A legjobb gyártási eredmény is csak az 1943-as 284 búvárhajó volt, és többségében ez is elavult hajó volt. A legjobb eredmény az elsüllyesztés terén az 1942. júniusi valamivel több, mint 700 ezer tonna 3 búvárhajó elvesztése árán, de ez nem múlta felül az ellenség – különösen az  Egyesült Államok – hajógyártását.
1943. tavaszán a brit és amerikai ellenintézkedések (több száz, nagy teljesítményű fényszóróval felszerelt repülőgép, hatásos radarkészülékek, csak találat esetén robbanó vízibomba, repülőgépekről kilőtt acéltestű, robbanóanyag nélküli, a búvárhajók burkolatát 50 m mélyen is áttörő rakéták) fordulatot hoztak. 1943 májusában Németország még elsüllyesztett 34 szövetséges szállítóhajót (163 507 t vízkiszorítás), de 41 búvárhajó árán. Dönitz, aki ekkor már Raeder utódaként a német haditengerészet főparancsnoka, május 24-én leállíttatta a csoportos támadásokat. Ezt követően már csak kisebb sikerek voltak.
A háború legvégén, Hitler halála után, 23 napig a Német Birodalom elnöke lett.

## A nürnbergi perben és élete a kiszabadulása után

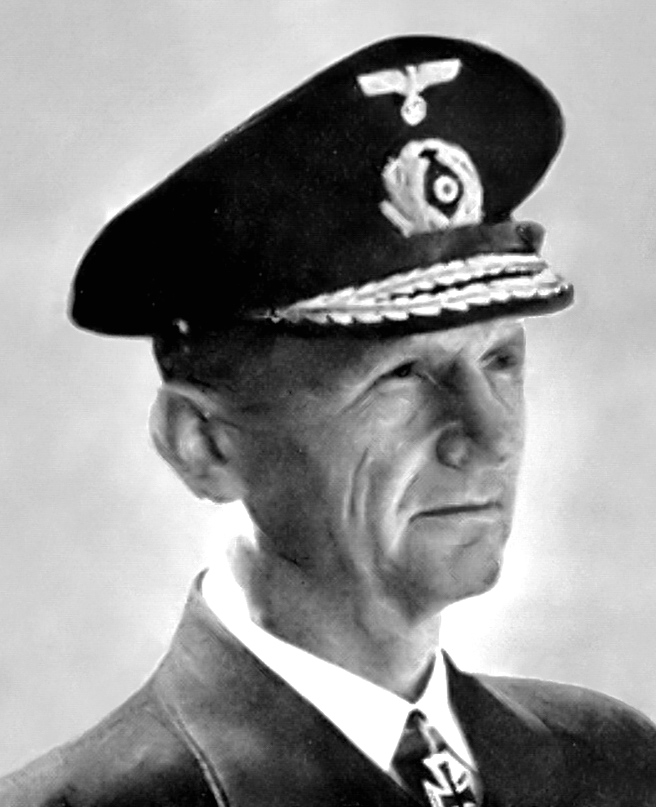
Karl Dönitz főadmirális

A háború után háborús bűnökkel vádolták és 10 évig hadifogságba került. A vádak szerint a korlátlan tengeralattjáró-háború elrendelésével az észak-Atlanti térségben Németország megszegte az 1936-os Második Londoni Flotta-egyezményt. Bár a nürnbergi per törvényszéke a tu quoque elvét nem vette általában figyelembe, Dönitz esetében azt mondhatjuk, hogy mégis számításba vette. A védelem, amennyire lehetősége volt, a brit és más alakulatok elleni búvárhajó-támadások, illetve az utas és kereskedelmi hajók elsüllyesztése vádja vonatkozásában, igyekezett igazolni, hogy a háború első éveiben a német búvárhajó-parancsnokok betartották a nemzetközi hadijog szabályait, és lehetővé tették, hogy a kereskedelmi hajók legénysége a hajó elsüllyesztése előtt a mentőcsónakba beszálljon. Miután azonban kiderült, hogy a kereskedelmi hajók legénysége – felső parancsra – a háború első napjaitól fogva rádión jelentette a német búvárhajók helyzetét, és a kereskedelmi hajók gyakran fel voltak fegyverezve, és tüzeltek a búvárhajókra, vagy megkísérelték meglékelni őket, ez változott. Eleinte ennek ellenére óvatos volt az angolokkal különbékére vágyó Hitler, azonban a későbbi miniszterelnök Churchill tengerészeti miniszter e téren agresszívan lépett fel, mert a háborút meg kívánta nyerni.
Chester Nimitz a per folyamán kitöltötte a Dönitz ügyvédje, Otto Kranzbühler által készített kérdőívet, és ebben elismerte, hogy az amerikai tengeralattjárók a csendes-óceáni konfliktus elejétől fogva figyelmeztetés nélkül süllyesztették el a japán hajókat, és ha ez a tengeralattjárót, vagy további küldetését veszélyeztette, nem mentették ki a legénységet. Ezek a körülmények nyilvánvalóan hozzájárultak ahhoz, hogy Dönitz viszonylag enyhe büntetést kapott.
1956-ban, szabadulása után egy Hamburg melletti kis faluban, Aumühlében telepedett le, ahol két önéletrajzi témájú könyvet írt, Zehn Jahre, Zwanzig Tage (Tíz év, húsz nap) és Mein wechselvolles Leben (Örökké változó életem) címen.
1980 karácsonyán halt meg szívrohamban.

## Fordítás
- Ez a szócikk részben vagy egészben  a   Karl Dönitz című német Wikipédia-szócikk fordításán alapul.  Az eredeti cikk szerkesztőit annak laptörténete sorolja fel. Ez a jelzés csupán a megfogalmazás eredetét és a szerzői jogokat jelzi, nem szolgál a cikkben szereplő információk forrásmegjelöléseként.